# Shiren the Wanderer (jeu vidéo, 2008)
Pour le jeu vidéo de 1995, voir Mystery Dungeon: Shiren the Wanderer.
Shiren the Wanderer (不思議のダンジョン 風来のシレン3 からくり屋敷の眠り姫, Fushigi no Dungeon: Fūrai no Shiren 3: Karakuri Yashiki no Nemuri Hime) est un jeu vidéo de type dungeon crawler développé par Chunsoft et sorti en 2008 sur Wii et PlayStation Portable.

## Accueil

### Critique
- Famitsu : 35/40[1]

### Ventes
Le jeu s'est vendu à 59 000 exemplaires lors de sa première semaine au Japon.